# Cordillera Darwin (Atacama)
La cordillera Darwin es un cordón de montañas que corre al lado oeste del límite internacional de la Región de Atacama al lado este de los ríos Jorquera y Figueroa alcanzando altitudes de hasta 5880 m. Sus cumbres más conocidas son Jotabeche, Monardes, Caudillal, Mulas, etc.: 288 